# Poliaspis cycadis
Poliaspis cycadis är en insektsart som beskrevs av Comstock 1883. Poliaspis cycadis ingår i släktet Poliaspis och familjen pansarsköldlöss. Inga underarter finns listade i Catalogue of Life.